# Hicetes de Leontins
Hicetes de Leontins (en llatí Hicetas, en grec antic Ἱκέτας o Ἱκέτης) fou un governant grec nascut a Siracusa, contemporani de Dionís el Jove, i de Timoleó de Siracusa. Era amic de Dió de Siracusa i a la seva mort (353 aC) Àrete la viuda, i Aristòmac, el fill, van quedar sota protecció d'Hicetes, que al principi els va protegir però després els enemics de Dió el van convèncer d'eliminar-los i els va enviar a Corint amb un vaixell amb instruccions de matar-los durant el viatge, segons diu Plutarc.
En els desordres que van seguir a Siracusa, Hicetes va aconseguir en un moment indeterminat la tirania a Leontins, que després de la tornada de Dionís el Jove va ser lloc de concentració de tots els siracusans enemics del govern. Hicetes aspirava a expulsar a Dionís i establir la seva pròpia tirania i mentrestant els siracusans, per por a una invasió cartaginesa i per posar pau a l'illa, van demanar ajut a Corint. Hicetes públicament, semblava que donava suport a aquesta demanda però va entrar en negociacions secretes amb els cartaginesos. Durant aquest temps va reunir una força considerable de mercenaris i seguidors, amb la que va atacar Siracusa, va derrotar a Dionís en una batalla decisiva i es va fer amo de la ciutat (Hicetes I) excepte la ciutadella a l'illa d'Ortígia en la que Dionís va quedar assetjat l'any 346 aC.
Aquesta era la situació quan va desembarcar a Sicília Timoleó després d'eludir la vigilància cartaginesa (344 aC). Hicetes va intentar ocupar Adranum abans que Timoleó però aquest el va derrotar; una mica després Dionís va rendir la ciutadella al cap corinti. Hicetes va intentar llavors l'assassinat de Timoleó, que va fallar i va decidir recórrer a l'ajut directe de Cartago. Va introduir al general Magó al capdavant d'una nombrosa flota i un exèrcit al port de Siracusa i els va ajudar a desembarcar. Però les seves operacions conjuntes van fracassar. Mentre intentaven atacar Catana van ser derrotats i el comandant de la guarnició coríntia a Siracusa, Neó, va recuperar Acradina; una mica després, davant de la deserció de molts mercenaris de l'exèrcit cartaginès, Magó es va retirar i va tornar a Cartago.
Hicetes ja no va poder impedir el domini complet de Timoleó sobre Siracusa. Una vegada Timoleó va consolidar el seu poder, es va dirigir contra Leontins i segurament hauria pogut expulsar a Hicetes si no hagués estat per una invasió cartaginesa que va requerir tota la seva atenció. Timoleó va obtenir sobre els cartaginesos una gran victòria a la batalla de Crimissus el 339 aC.
Hicetes es va aliar amb Mamerc, tirà de Catana i ambdós van rebre un cos d'auxiliars cartaginesos enviats per Giscó i encara que inicialment van tenir alguns èxits Hicetes va ser finalment derrotat de manera decisiva per Timoleó al riu Damurias, i no va tardar a ser fet presoner i executat junt amb el seu fill Eupòle. La seva viuda i les seves filles van ser portades a Siracusa on igualment les van executar en venjança per l'assassinat d'Àrete i Aristòmac.